# The Outsider (miniserie televisiva)
The Outsider è una miniserie televisiva statunitense del 2020, tratta dall'omonimo romanzo di Stephen King. Il 17 ottobre 2019 HBO ha diffuso il primo trailer e annunciato che avrebbe debuttato il 12 gennaio 2020. In Italia è andata in onda dal 17 febbraio al 16 marzo 2020 su Sky Atlantic.

## Trama
Nella provincia americana, durante un'indagine apparentemente semplice sul raccapricciante omicidio di un ragazzo, un poliziotto esperto e un investigatore poco ortodosso sono portati a mettere in discussione tutto ciò in cui credono quando un'insidiosa forza soprannaturale si fa strada nel caso.

## Personaggi e interpreti

### Principali
- Ralph Anderson, interpretato da Ben Mendelsohn, doppiato da Stefano Benassi.
Detective che indaga sull'omicidio di un ragazzino undicenne, Frankie Peterson.
- Howard "Howie Gold" Salomon, interpretato da Bill Camp, doppiato da Roberto Draghetti.
Amico di Terry e legale della famiglia Maitland.
- Alec Pelley, interpretato da Jeremy Bobb.
Investigatore privato assunto da Salomon, doppiato da Stefano Alessandroni.
- Glory Maitland, interpretata da Julianne Nicholson, doppiata da Rossella Acerbo.
Moglie di Terry.
- Jeannie Anderson, interpretata da Mare Winningham, doppiata da Cinzia De Carolis.
Moglie di Ralph.
- Claude Bolton, interpretato da Paddy Considine, doppiato da Fabrizio Dolce.
Ex truffatore e proprietario dello strip club Peach Crease.
- Yunis Sablo, interpretato da Yul Vazquez, doppiato da Andrea Ward.
Tenente di polizia dello Stato della Georgia.
- Terry Maitland, interpretato da Jason Bateman, doppiato da Massimo De Ambrosis.
Professore di letteratura inglese e allenatore di baseball di una squadra di ragazzi, accusato dell'omicidio.
- Jack Hoskins, interpretato da Marc Menchaca, doppiato da Stefano Thermes.
Detective avventato con l'hobby della caccia, assunto nel caso dell'omicidio dopo il congedo di Ralph.
- Holly Gibney, interpretata da Cynthia Erivo, doppiata da Tiziana Avarista.
Investigatrice privata incontrollabile ma perspicace introdotta nel caso da Salomon e Pelley.

### Ricorrenti
- Bill Samuels, interpretato da Michael Esper.
Procuratore distrettuale.
- Tomika Collins, interpretata da Hettienne Park.
Agente di polizia incinta che collabora con Ralph.
- Seale Bolton, interpretato da Max Beesley
- Andy Katcavage, interpretato da Derek Cecil, doppiato da Andrea Lavagnino.
Detective amico di Holly.
- Jessa Maitland, interpretata da Scarlett Blum.
Figlia minore di Terry e Glory che inizia a soffrire di apparenti incubi.
- Maya Maitland, interpretata da Summer Fontana.
Figlia maggiore di Terry e Glory.
- Fred Peterson, interpretato da Frank Deal.
Padre di Frankie e Ollie e marito di Joy.
- Joy Peterson, interpretata da Claire Bronson.
Madre di Frankie e Ollie e moglie di Fred.
- Herbert Parker, interpretato da Michael H. Cole
- Libby Stanhope, interpretata da Margo Moorer

## Serie correlate
Il personaggio di Holly Gibney è stato introdotto da King nella trilogia di romanzi di Bill Hodges. Questa trilogia è stata adattata nella serie televisiva Mr. Mercedes, trasmessa da Audience dal 2017, con Justine Lupe  che interpreta Gibney.